# Wolfgang Gundling
Pour les articles homonymes, voir Gundling.
Wolfgang Gundling (né le 24 décembre 1637 à Nuremberg, mort le 31 juillet 1689 dans la même ville) est un théologien protestant allemand.

## Biographie
Wolfgang Gundling, membre de la famille franconienne Gundling, est le fils unique de Konrad Gundling et Klara Sommer. Il va à l'école Saint-Sébald. Après des études à l'université d'Altdorf, il est d'abord pasteur à Rasch et Altdorf à partir de 1664. Le 6 mai 1668, il épouse Helena Vogel, la fille du magistère et poète Johannes Vogel, qui est le recteur de l'école Saint-Sébald à Nuremberg. Il a trois fils et deux filles, dont les savants Jacob Paul von Gundling et Nikolaus Hieronymus Gundling et le peintre Johann Jacob Gundling. Après avoir été pasteur à Oberkrumbach en 1666 et en 1668 à Kirchensittenbach, il se rend en 1677 à l'église Saint-Laurent de Nuremberg en tant que prédicateur, diacre et doyen du chapitre. Son grand-père Franciscus Gundling est un prédicateur de Saint-Laurent et un compagnon d'Andreas Osiander.

## Œuvre
Comme son grand-père Franciscus Gundling, Wolfgang Gundling est un ardent défenseur du protestantisme. Au cours de ses études, il écrit plusieurs débats. Il se disputa donc en 1660 à Altdorf au sujet de Synopsia theol. Christ. Dogmaticae de son professeur Lukas Friedrich Reinhard. En 1663, il commente de idololatria de Johann Conrad Dürr. Les écrits Observationes et Canones graeci concilii Laodiceni cum versionibus Gentiani Herveti, Dionysii Exigui, Isidori Mercatoris, et observationibus sont publiés à Nuremberg en 1684, ces derniers sont ajoutés à l’Index librorum prohibitorum en 1710 par décret du pape Clément XI.
Tous ses écrits ne sont pas publiés de son vivant : les Canones concilii Gangrensis sont publiés par son fils Nikolaus Hieronymus Gundling en 1695.